# Акты Московского государства 1545 года
Правление: 1533—1584 — Иван IV Васильевич Грозный  (опекунский совет)

## Акты Московского государства 1545 года
- 15 марта — жалованная грамота великого князя Ивана Васильевича о повсеместном освобождении от пошлин запасов, привозимых в Троице-Сергиев монастырь из его отчин.
- 15 апреля — жалованная несудная грамота канинским и тиунским самоедам.
- 25 мая — жалованная данная (поместная) и несудимая грамота великого князя Ивана Васильевича Вердеревскому Михаилу Васильевичу на село Озерецкое в Перевицком стане Рязанского уезда.
- Сентябрь — разрядный и разметный списки о сборе с Новгорода и новгородских пятин ратных людей и пороха, по случаю похода Казанского.
- 16 октября — жалованная (подтвердительная) несудимая грамота великого князя Ивана Васильевича Карандашевым (Свиньиным) Василию и Ивану Ивановичам на деревни и починки в Тушебине стане волостей Каликино, Бушнево и Глазуново Галичского уезда.
- Около 1545 — жалованная кормлённая грамота великого князя Ивана Васильевича Карамышеву Никите Фёдоровичу на г. Курск в новгородской земле с мытом и пятном под его братом Карамышевым Михаилом с продлениями: 1) около 1546 “на другой год сряду” до Николина дня осеннего (6 декабря) 1547 года; 2) около 1547 года “сряду на третий год” до Николина дня осеннего (6 декабря) 1548 года.
- Указная грамота великого князя Ивана Васильевича в Руссу наместникам князю Ромодановскому Ивану Юрьевичу и князю Оболенскому Юрию Андреевичу о недопущении уклонения торговых людей от уплаты мытных пошлин курскому (в новгородской земле) наместнику Карамышеву Никите Фёдоровичу.